# فرط الفسفرة
فرط الفسفرة (بالإنجليزية: Hyperphosphorylation) هي فسفرة بروتين [الإنجليزية] أو مركب كيميائي حيوي في عدة مناطق فسفرة حتى التشبع وهذا يودي إلى تغير وظيفته. فرط الفسفرة هي إحدى آليات التأشير المستخدمة من قبل الخلية لتنظيم الانقسام المتساوي، وحين تفشل هذه الآليات فإن النتيجة المحتملة لذلك هي حدوث السرطان أو مشاكل في النمو. يبدو أن هذه الآلية محفوظة بشكل كبير عبر أنواع حقيقيات النوى.

## دورة الخلية والكينازات
حركيات الانقسام المتساوي مماثلة لحالات الآلة، ففي خلية سليمة لا تسمح نقاط المراقبة بين الأطوار لطور جديد بالبدء سوى عندما ينتهي الطور السابق بنجاح. في نقاط المراقبة هذه، تقوم جزيئاتٌ حارسةٌ بتثبيط أو السماح لطور بالمضي قدما حسب مستوى فسفرتها. الكينازات مسؤولة على إضافة مجموعات فوسفات والفوسفاتازات مسؤولة عن إزالتها. السيكلينات هي جزيئات تدير توقيت أحداث دورة الخلية، وترتبط الكينازات المعتمدة على السيكلين [الإنجليزية] مع السيكلينات لتصبح وظيفية، سميت السيكلينات كذلك لأنها تُخلَّق أو تُفكَّك في نقاط محددة مسبقا من دورة الخلية. مثبطات الكيناز [الإنجليزية] هي مثبطات تضيف مستو آخر من التنظيم، وتصنف مثبطات الكيناز في مجموعات وتعطى لها اختصارات غير معبرة كثيرا منها: (INKS) لمثبطات الكيناز، (CKIPS) للكينازات المثبطة و (CKIPS) لمثبطات الكينازات المعتمدة على السيكلين.

## تقنيات وأمثلة
استخدم العلماء مجموعة متنوعة من الوسائل للكشف عن دور فرط الفسفرة ومنها: دراسة الجينات المعطلة، استخدام الأجسام المضادة لتثبيط المستقبلات في جزيئات محددة، استخدام الطافرات الحساسة للحرارة، والمصفوفات الدقيقة [الإنجليزية] لمراقبة التعبير عن جينات محددة. استخدام أنواع الخميرة في الدراسة شائع بسبب دورة خليتها السريعة.
بروتين ورم أرومة الشبكية هو أحد أكثر جزيئات نقاط التفتيش التي تمت دراستها، وسُمي كذلك لأن العيوب في وظيفته مرتبطة بورم أرومة الشبكية. يُثبط في حالته غير المفسفرة الانتقال من الطور G0 [الإنجليزية] أو حالة الراحة إلى طور التخليق S. ويفعل ذلك عبر ثلاثة طرق على الأقل: يمنع تخليق الرنا، يمنع فك تحزيم الصبغيات، ويرتبط بعوامل النسخ E2F [الإنجليزية] الضرورية لتخليق الدنا. حين يُفسفر بإفراط، يُصبح بروتين ورم أرومة الشبكية غير نشط ويحرر E2F وهو ما يسمح للطور S بالشروع.
Wee1 [الإنجليزية] هو بروتين في نقطة المراقبة بين طور النمو الثاني G2 والطور التالي. يصبح Wee1 نشطا حين يحدث خطأ في طور تخليق الرنا ويمنع الانتقال إلى الطور التالي حتى يُصحح الخطأ، ومثل بروتين ورم أرومة الشبكية يصبح غير نشط حين يُفسفر بإفراط.
على عكس ذلك، يُصبح Mad1 [الإنجليزية] نشطا حين يُفسفر بإفراط، وفي حالته النشطة هو جزء من نقطة المراقبة التي تمنع الانتقال إلى طور الصعود. الكيناز المعتمد على السيكلين 1 [الإنجليزية] جزء من نقطة مراقبة الدخول للطور التالي ونشاطه يعتمد على نمط الفسفرة.